# Krithe marialuisae
Krithe marialuisae is een mosselkreeftjessoort uit de familie van de Krithidae. De wetenschappelijke naam van de soort is voor het eerst geldig gepubliceerd in 1993 door Abate, Barra, Aiello & Bonaduce.